# Кундурос, Никос
Ни́кос Ку́ндурос (греч. Νίκος Κούνδουρος; 15 декабря 1926, Айос-Николаос, Крит, Греция — 22 февраля 2017, Афины, Греция) — греческий кинорежиссёр, сценарист, продюсер, художник и монтажёр.

## Биография
Родился на Крите. Изучал искусство. В кино с 1954 года («Волшебный город»). После государственного переворота и прихода к власти чёрных полковников сначала попадает в Концентрационный лагерь Макронисос, а спустя время эмигрирует в Италию. После восстановления демократии возвращается на родину.

## Фильмография

### Режиссёр
- 1954 — Волшебный город / Μαγική πόλη
- 1956 — Дракон / Ο δράκος
- 1958 — Подпольщики / Οι παράνομοι
- 1960 — Река / Το ποτάμι
- 1963 — Молодые Афродиты / Μικρές Αφροδίτες
- 1967 — Лицо медузы / Το πρόσωπο της Μέδουσας
- 1975 — Песни огня / Τραγούδια της φωτιάς
- 1978 — 1922 / 1922
- 1985 — Бордель  / Μπορντέλο
- 1992 — Байрон, баллада для демона / Μπάυρον: Μπαλλάντα για ένα δαίμονα
- 1998 — Фотограф / Οι φωτογράφοι (по мотивам «Антигоны» Софокла)

### Сценарист
- 1958 — Подпольщики / Οι παράνομοι
- 1960 — Река / Το ποτάμι
- 1967 — Лицо медузы / Το πρόσωπο της Μέδουσας
- 1975 — Песни огня / Τραγούδια της φωτιάς
- 1978 — 1922 / 1922
- 1985 — Бордель / Μπορντέλο
- 1992 — Байрон, баллада для демона / Μπάυρον: Μπαλλάντα για ένα δαίμονα
- 1998 — Фотограф / Οι φωτογράφοι

### Продюсер
- 1954 — Волшебный город / Μαγική πόλη
- 1963 — Молодые Афродиты / Μικρές Αφροδίτες
- 1967 — Лицо медузы / Το πρόσωπο της Μέδουσας
- 1975 — Песни огня / Τραγούδια της φωτιάς

### Художник
- 1958 — Подпольщики / Οι παράνομοι
- 1960 — Река / Το ποτάμι
- 1963 — Молодые Афродиты / Μικρές Αφροδίτες
- 1998 — Фотограф / Οι φωτογράφοι

## Награды
- 1958 — номинация на приз «Золотой медведь» 8-го Берлинского международного кинофестиваля («Подпольщики»)
- 1960 — приз за режиссуру Бостонского Мкф («Река»)
- 1963 — номинация на приз «Золотой медведь» 13-го Берлинского международного кинофестиваля («Молодые Афродиты»)
- 1963 — приз «Серебряный медведь» 13-го Берлинского международного кинофестиваля («Молодые Афродиты»)
- 1963 — приз ФИПРЕССИ 13-го Берлинского международного кинофестиваля («Молодые Афродиты»)
- 1967 — номинация на приз «Золотой медведь» 17-го Берлинского международного кинофестиваля («Лицо медузы»)
- 1979 — приз за режиссуру и лучший фильм Кейптаунского Мкф («1922»)